# Hrabstwo Page (Wirginia)

Piramida wieku hrabstwa

Hrabstwo Page – hrabstwo w USA, w stanie Wirginia, według spisu z 2000 roku liczba ludności wynosiła 23177. Siedzibą hrabstwa jest Luray.

## Geografia
Według spisu hrabstwo zajmuje powierzchnię 813 km², z czego 805 km² stanowią lądy, a 8 km² – wody.

### Miasta
- Luray
- Shenandoah
- Stanley